# Чебан Олександр Олександрович
Олександр Олександрович Чебан (нар. 28 березня 1955, смт Костянтинівка Арбузинського району Миколаївської області) — український діяч, голова колгоспу імені Леніна Арбузинського району Миколаївської області. Народний депутат України 1-го скликання.

## Біографія
Народився в селянській родині.
У 1972—1973 роках — слюсар Костянтинівського відділення «Сільгосптехніки» Арбузинського району Миколаївської області.
У 1973—1975 роках — служба в Радянській армії.
У 1975—1977 роках — студент Кіровоградського технікуму механізації сільського господарства.
У 1977—1985 роках — механізатор, механік, завідувач механічної майстерні, головний інженер, секретар парторганізації КПУ колгоспу імені Жовтневої революції Арбузинського району Миколаївської області.
Член КПРС з 1978 по 1991 рік.
Закінчив заочно Дніпропетровський сільськогосподарський інститут, інженер-механік.
З жовтня 1985 року — голова правління колгоспу, голова колгоспу імені Леніна Арбузинського району, голова ради РАПО Арбузинського району Миколаївської області.
18.03.1990 обраний народним депутатом України, 2-й тур 63.64 % голосів, 7 претендентів. Входив до груп «Аграрники», «Земля і воля». Член Комісії ВР України з питань здоров'я людини.